# Yuya Osako
Yuya Osako (大迫 勇也, Osako Yuya, Kaseda, 18 mei 1990) is een Japans voetballer die doorgaans speelt als aanvaller. In augustus 2021 verruilde hij Werder Bremen voor Vissel Kobe. Osako debuteerde in 2013 in het Japans voetbalelftal.

## Clubcarrière
Osako tekende in 2009 bij Kashima Antlers, waar hij in vijf jaar tijd tot 139 wedstrijden kwam en 40 doelpunten. Begin 2014 ondertekende Osako een contract tot juni 2016 bij 2. Bundesliga-club 1860 München. In vijftien wedstrijden wist hij zesmaal te scoren. Na een half jaar voor München te hebben gevoetbald werd op 5 juni 2014 bekendgemaakt dat Osako de overstap zou maken naar 1. FC Köln, op dat moment actief in de Bundesliga. Na vier seizoenen als basisspeler bij Köln werd de Japanner voor circa vierenhalf miljoen euro overgenomen door Werder Bremen. Met die club degradeerde hij na het seizoen 2020/21 naar de 2. Bundesliga. Osako speelde twee wedstrijden mee op dat niveau, voor hij terugkeerde naar Japan om voor Vissel Kobe te gaan spelen.

## Clubstatistieken
| Seizoen | Club            | Competitie    | Competitie | Competitie | Beker | Beker | Internationaal | Internationaal | Totaal | Totaal |
| Seizoen | Club            | Competitie    | Wed.       | Dlp.       | Wed.  | Dlp.  | Wed.           | Dlp.           | Wed.   | Dlp.   |
| ------- | --------------- | ------------- | ---------- | ---------- | ----- | ----- | -------------- | -------------- | ------ | ------ |
| 2009    | Kashima Antlers | J1 League     | 22         | 3          | 0     | 0     | 5              | 3              | 27     | 6      |
| 2010    | Kashima Antlers | J1 League     | 27         | 4          | 0     | 0     | 5              | 1              | 32     | 5      |
| 2011    | Kashima Antlers | J1 League     | 25         | 5          | 4     | 3     | 4              | 1              | 33     | 9      |
| 2012    | Kashima Antlers | J1 League     | 32         | 9          | 11    | 8     | —              | —              | 43     | 17     |
| 2013    | Kashima Antlers | J1 League     | 33         | 19         | 7     | 2     | —              | —              | 40     | 21     |
| 2013/14 | 1860 München    | 2. Bundesliga | 15         | 6          | 0     | 0     | —              | —              | 15     | 6      |
| 2014/15 | 1. FC Köln      | Bundesliga    | 28         | 3          | 1     | 0     | —              | —              | 29     | 3      |
| 2015/16 | 1. FC Köln      | Bundesliga    | 25         | 1          | 2     | 0     | —              | —              | 27     | 1      |
| 2016/17 | 1. FC Köln      | Bundesliga    | 30         | 7          | 2     | 2     | —              | —              | 32     | 9      |
| 2017/18 | 1. FC Köln      | Bundesliga    | 25         | 4          | 1     | 0     | 6              | 2              | 32     | 6      |
| 2018/19 | Werder Bremen   | Bundesliga    | 21         | 3          | 2     | 2     | —              | —              | 23     | 5      |
| 2019/20 | Werder Bremen   | Bundesliga    | 28         | 8          | 6     | 1     | —              | —              | 34     | 9      |
| 2020/21 | Werder Bremen   | Bundesliga    | 24         | 0          | 4     | 1     | —              | —              | 28     | 1      |
| 2021/22 | Werder Bremen   | 2. Bundesliga | 2          | 0          | 0     | 0     | —              | —              | 2      | 0      |
| 2021    | Vissel Kobe     | J1 League     | 11         | 4          | 0     | 0     | —              | —              | 11     | 4      |
| 2022    | Vissel Kobe     | J1 League     | 26         | 7          | 3     | 3     | 6              | 3              | 35     | 13     |
| 2023    | Vissel Kobe     | J1 League     | 26         | 19         | 5     | 2     | —              | —              | 31     | 21     |
| Totaal  | Totaal          | Totaal        | 400        | 102        | 48    | 24    | 26             | 10             | 474    | 136    |

Laatst bijgewerkt op 7 september 2023.

## Interlandcarrière
Osako debuteerde in 2013 in het Japans nationale elftal. Hiermee nam hij deel aan het WK 2014 en het WK 2018.

## Erelijst
| Competitie                   |                 |                 |                 |                 |
| Competitie                   | Aantal          | Jaren           |                 |                 |
| Kashima Antlers              | Kashima Antlers | Kashima Antlers | Kashima Antlers | Kashima Antlers |
| ---------------------------- | --------------- | --------------- | --------------- | --------------- |
| Kampioen J1 League           | 1x              | 2009            |                 |                 |
| Emperor's Cup                | 1x              | 2010            |                 |                 |
| J.League Cup                 | 2x              | 2011, 2012      |                 |                 |
| Xerox Supercup               | 2x              | 2009, 2010      |                 |                 |
| Suruga Bank Cup              | 2x              | 2012, 2013      |                 |                 |
| Japan                        |                 |                 |                 |                 |
| Oost-Aziatisch kampioenschap | 1x              | 2013            |                 |                 |

Individueel
- Meest waardevolle speler in de J.League Cup: 2011
- Topscorer in de J.League Cup: 2012